# Echinobothrium heronensis
Echinobothrium heronensis is een lintworm (Platyhelminthes; Cestoda). De worm is tweeslachtig. De soort leeft als parasiet in andere dieren.
Het geslacht Echinobothrium, waarin de lintworm wordt geplaatst, wordt tot de familie Echinobothriidae gerekend. De wetenschappelijke naam van de soort werd voor het eerst geldig gepubliceerd in 1964 door Williams.